# Abdourahmane Sikhé Camara
Pour les articles homonymes, voir Camara.
Ne doit pas être confondu avec Sikhé Camara.
Abdourahmane Sikhé Camara ou Abdourahmane Siké Camara, est un homme politique guinéen.
Depuis le 31 janvier 2025, il est ambassadeur de la Guinée en Algérie. Ministre secrétaire général du gouvernement au sein du gouvernement dirigé par Mohamed Béavogui du 21 octobre 2021, puis celle de Bernard Goumou depuis 20 août 2022 au 19 février 2024.

## Parcours professionnel
Avant d'être ministre, il était le conseiller principal du ministre secrétaire général du gouvernement.
Il est nommé par décret le 21 octobre Ministre secrétaire général du gouvernement.
Le 19 février 2024, le gouvernement Bernard Goumou dont il est membre est dissout par le Comité national du rassemblement pour le développement (CNRD).

### Diplomate
Depuis le 31 janvier 2025, il est nommé ambassadeur de la Guinée en Algérie.